# Shueisha
Shueisha Inc. (în japoneză: 株式会社集英社, Hepburn: Kabushiki-gaisha Shūeisha) este o companie japoneză cu sediul în Chiyoda, Tōkyō, Japonia. Compania a fost fondată în 1925 ca divizie de publicare de divertisment a Editorului japonez Shogakugan. În anul următor Shueisha a devenit o companie separată și independentă. 
Printre revistele manga publicate de Shueisha se află seria de reviste Jump, care include revistele shonen Weekly Shōnen Jump, Jump SQ, și V Jump și revistele seinen Weekly Young Jump, Grand Jump și Ultra Jump. Ei publică și alte reviste, incluzând și Non-no. Shueisha, împreună cu Shogakukan, deține Viz Media, care publică manga din toate cele trei companii în America de Nord.

## Istorie
În 1925, Shueisha a fost creată de marea compania de publicitate Shogakukan(fondată în 1922). Jinjō Shōgaku Ichinen Josei (尋常小學一年女生) a devenit prima nuvelă publicată de Shueisha în colaborare cu Shogakukan - „casa temporară”. În 1927, două nuvele intitulate Danshi Ehon și Joshi Ehon au fost create. În 1928 Shueisha a fost angajată să editeze Gendai Humor Zenshū (現代ユーモア全集, Gendai Yūmoa Zenshū), o compilație care a continuad în 12 volume, unele dintre probleme fiind Joshi Shinjidai Eishūji-chō și Shinjidai Eishūji-chō (新時代英習字帳). În anii 1930 o nouă nuvelă numită Tantei-ki Dan a fost lansată și Gendai Humor Zenshū a fost terminată în 24 de volume. În 1931 au mai fost lansate încă două nuvele, Danshi Yōchien și Joshi Yōchien.
După al Doilea Război Mondial, Shueisha a început să publice a linie manga numită Cartea Omoshiro. Cartea Omoshiro a pubulicat o carte cu imagini numită Shōnen Ōja, care a devenit foarte populară printre băieți și fete. Primul volum din Shōnen Ōja a fost publicat ca Shōnen Ōja Oitachi Hen, care a devenit instant un best-seller.

## Reviste
| Revistă                                 | Status   | Medium                       |
| --------------------------------------- | -------- | ---------------------------- |
| Weekly Shōnen Jump (週刊少年ジャンプ)   | Activ    | Revistă Shōnen manga         |
| Saikyō Jump (最強ジャンプ)              | Activ    | Revistă Shōnen manga         |
| Bessatsu Shōnen Jump (別冊少年ジャンプ) | Terminat | Revistă Shōnen manga         |
| Monthly Shōnen Jump (月刊少年ジャンプ)  | Terminat | Revistă Shōnen manga         |
| Weekly Young Jump (週刊ヤングジャンプ)  | Activ    | Revistă Shōnen manga         |
| Hobby's Jump (ホビーズジャンプ)         | Terminat | Shōnen manga și jocuri video |
| Business Jump (ビジネスジャンプ)        | Terminat | Antologie Seinen manga       |
| Super Jump (スーパージャンプ)           | Terminat | Antologie Seinen manga       |
| V Jump (Vジャンプ)                      | Activ    | Revistă Shōnen manga         |
| Fresh Jump (フレッシュジャンプ)         | Terminat | Revistă Shōnen manga         |
| Ultra Jump (ウルトラジャンプ)           | Activ    | Revistă Seinen manga         |
| Monthly Young Jump (月刊ヤングジャンプ) | Activ    | Revistă Seinen manga         |
| Jump SQ. (ジャンプSQ.)                  | Activ    | Revistă Shōnen manga         |
| Jump X [Kai] (ジャンプ改)               | Activ    | Revistă Seinen manga         |

## Reviste Kanzenban
Shueisha a publicat multe reviste Kanzenban. Revistele Kanzenban reprezintă o serie care este publicată maxim un an, apoi alta și așa mai departe, spre deosebire de revisetele normale manga care au mai multe episoade. Seriile selecte au capitole din maxim trei volume în fiecare subiect.